# Fiera di Messina
Die Fiera di Messina ist eine internationale Messe, die jährlich in der sizilianischen Stadt Messina stattfindet.
Im Jahr 1296 beschloss Friedrich II. von Schwaben, in Messina eine Messe einzurichten. Sie wurde 
außerhalb der Stadtmauern, nördlich der Porta Reale und der Kirche San Francesco di Paola, abgehalten. 
Die Messe erreichte im 15. Jahrhundert den Höhepunkt ihres Erfolges. Nach dem erfolglosen Aufstand der Handels- und Finanzaristokratie Messinas, der „Merli“, im Jahr 1678 erfolgte ein wirtschaftlicher Niedergang der Messe. Diesen Niedergang konnte auch die bourbonische Regierung mit dem Zugeständnis eines Porto Franco, der Steuerfreiheit des Hafens, nicht aufhalten. 
Mit der Vereinigung Italiens 1861 und der Öffnung des Suezkanals wurde der Hafen Messinas ein gefragter Verkehrsknotenpunkt. Die Folge dessen war ein industrieller, wirtschaftlicher und künstlerischer Aufschwung der Stadt und mithin auch der Messe. Nach dem Erdbeben von 1908 wurde die Stadt nach den Plänen von Luigi Borzì zwischen 1910 und 1939 wieder vollständig aufgebaut. Dabei konnte die Messe bereits 1934 provisorisch in der Nähe des Gymnasiums Maurolico in der Nähe der Piazza Duomo abgehalten werden. Am 10. August 1937 gab Mussolini bei seinem Besuch in Messina den Auftrag, ein neues und größeres Ausstellungsgebäude auf dem Ufergelände Messinas zu errichten. Das Messe- und Ausstellungsgelände konnte bereits nach kurzer Bauzeit (Start: 8. April 1938) am 10. August 1938 eingeweiht werden. Am 10. August 1946 wurde die Messe nach einer kriegsbedingten Unterbrechung (seit 1941) wieder eröffnet.
Auf dem Gelände befinden sich aus dieser Zeit zahlreiche damals moderne Pavillons, die von Filippo Rovigo und Vincenzo Pantano entworfen worden sind. Die gesamte Ausstellungsfläche beläuft sich auf 49.160 m², wovon 15.058 m² überdacht sind und 34.102 m² sich unter freiem Himmel befinden.